# Козлаковка (деревня)
Козлаковка — деревня в Саратовском районе Саратовской области России. С 1 января 2022 года входит в состав городского округа Саратова.

## Физико-географическая характеристика
Деревня расположена в юго-западной части Саратовского района, недалеко от автодороги А144 («Саратов—Воронеж»), на берегу реки Латрык. Расстояние до административного центра села Михайловка — 2 км, до областного центра составляет 17 км. С областным центром Козлаковка связана автодорогой с твёрдым покрытием. Налажено автобусное сообщение. 
Часовой пояс
Деревня Козлаковка, как и вся Саратовская область, находится в часовой зоне МСК+1. Смещение применяемого времени относительно UTC составляет +4:00.
Уличная сеть
В деревне Козлаковка четыре улицы — Белоглинская, Крайняя, Новая, Прибрежная.

## Население
| 2010 |
| ---- |
| 16   |

В деревне на 1 января 2018 года проживало 10 человек, насчитывалось 4 домовладения.

## Достопримечательности
- Козлаковский пруд. Размещена база отдыха, отсыпан песчаный пляж. Есть возможность организовать спортивную рыбалку, пруды зарыблены (карп, белый амур, карась, толстолобик)[6].

## Транспорт
В Козлаковку можно добраться на транзитном маршруте общественного транспорта 291 со Стадиона «Волга», ежедневно организовано до трёх рейсов.